# Postbus
Als Postbus, Postomnibus, Postauto, Postautobus, Postcar, Kraftpost, Landkraftpost, Postmotorwagen, Motorpost oder Automobilpost werden von der Post im öffentlichen Personenverkehr eingesetzte Omnibusse bezeichnet, die nach der Erfindung des Verbrennungsmotors die Postkutschen ersetzt hatten. Ebenso wie ihre nichtmotorisierten Vorgänger transportieren sie häufig sowohl Fahrgäste als auch Postsendungen, typischerweise waren sie dazu früher mit rollenden Briefkästen ausgestattet. Gerade in dünnbesiedelten Gebieten ist der gemeinsame Transport von Passagieren und Post häufig die einzige Möglichkeit, eine Buslinie rentabel zu betreiben. Andere Postfahrzeuge befinden sich in der Liste der Postfahrzeuge.

Beispiele
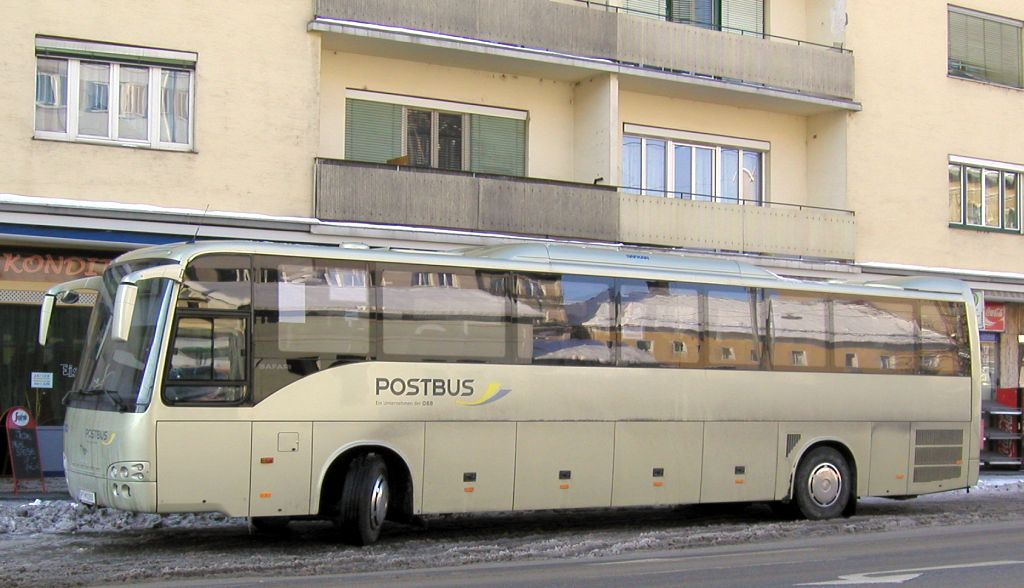
ÖBB-Postbus (Temsa Safari, Baujahr 2005)
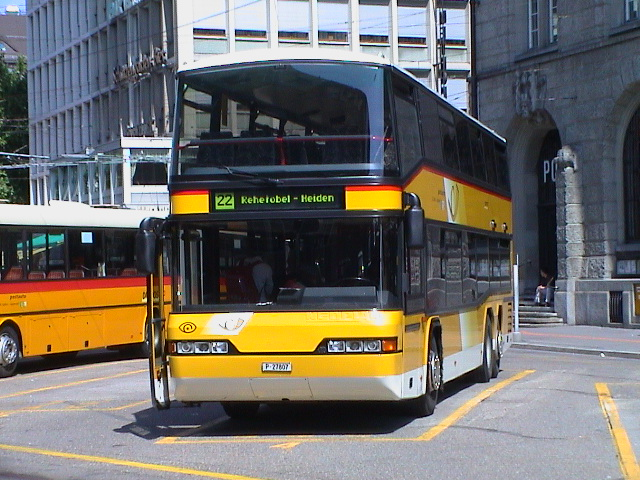
Doppelstock-Postauto in St. Gallen
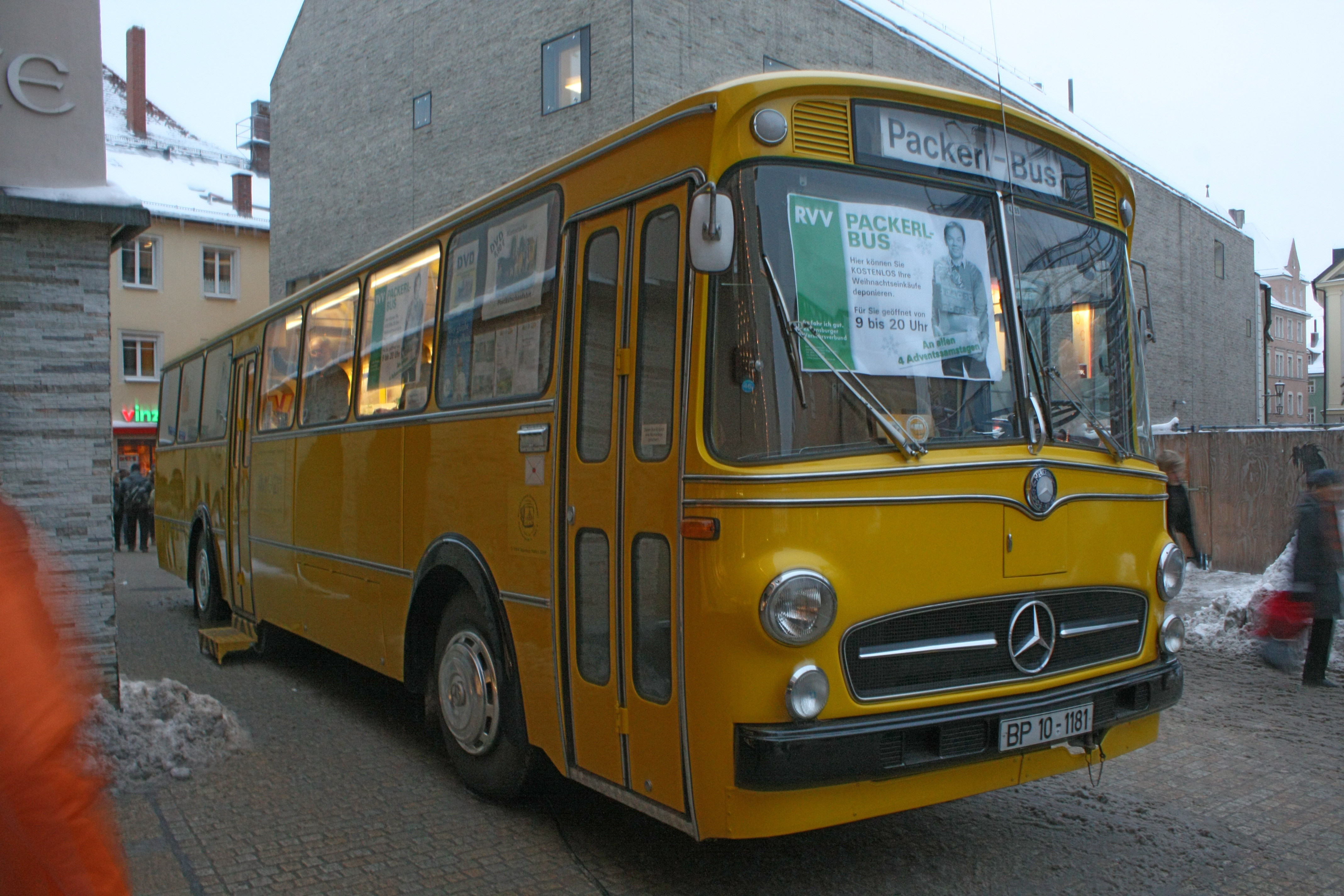
Mercedes-Benz O 317, links neben der Einstiegstür der Briefkasten
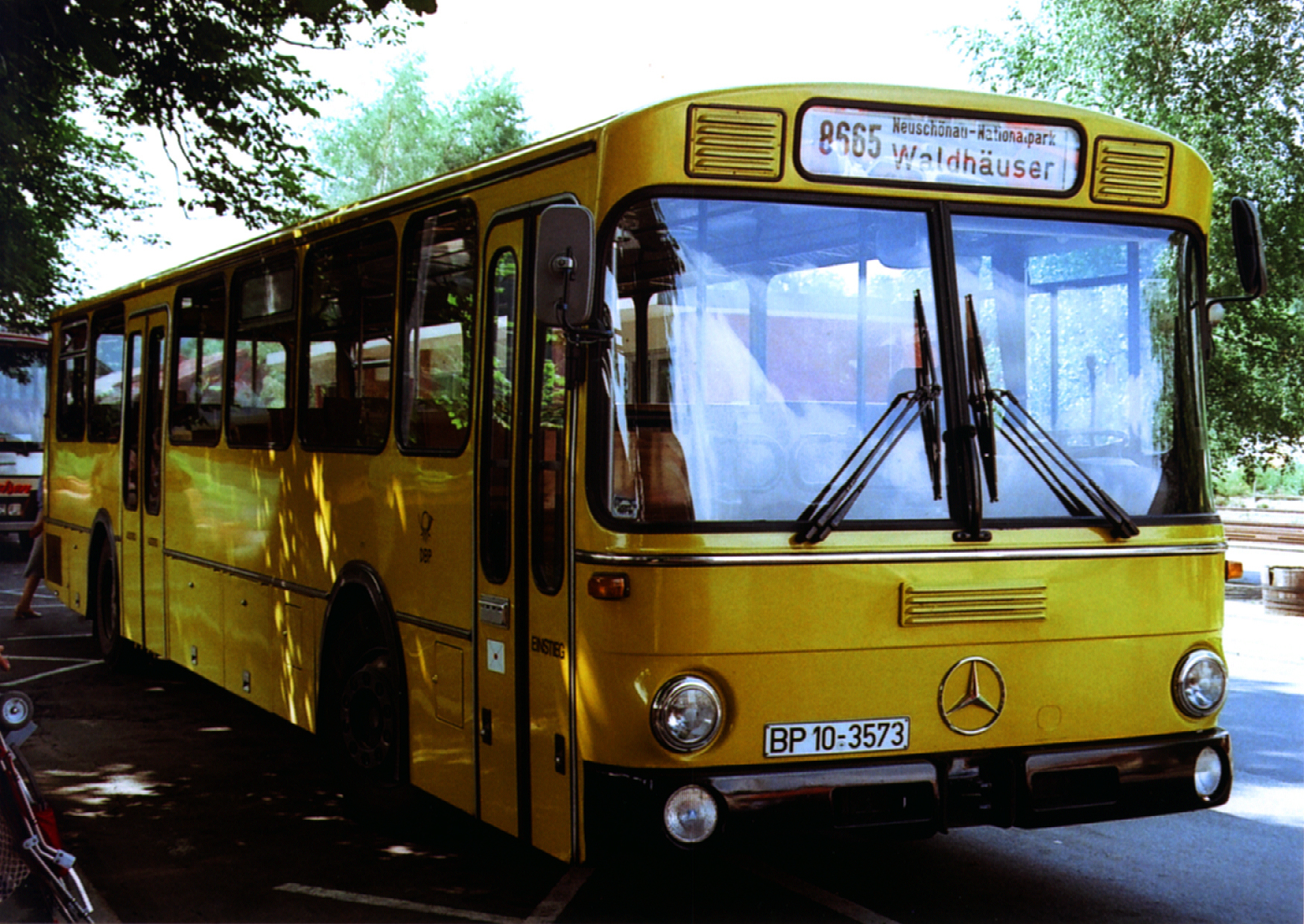
Mercedes-Benz O 307 als Überland-Postbus bei der Deutschen Bundespost (1982)
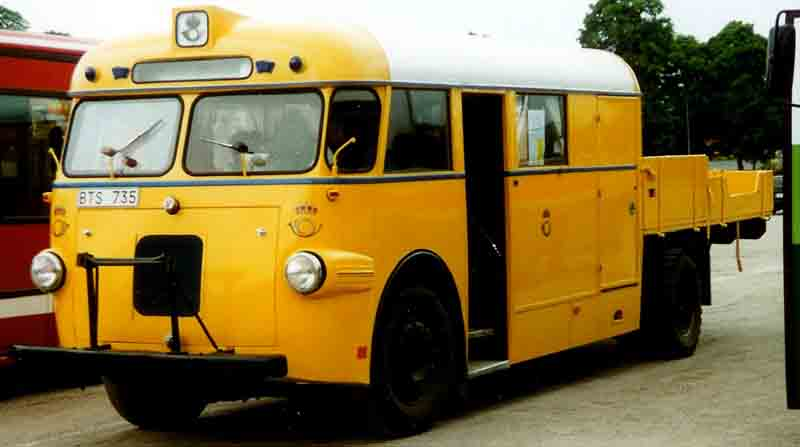
Schwedischer Post-„Skvader“
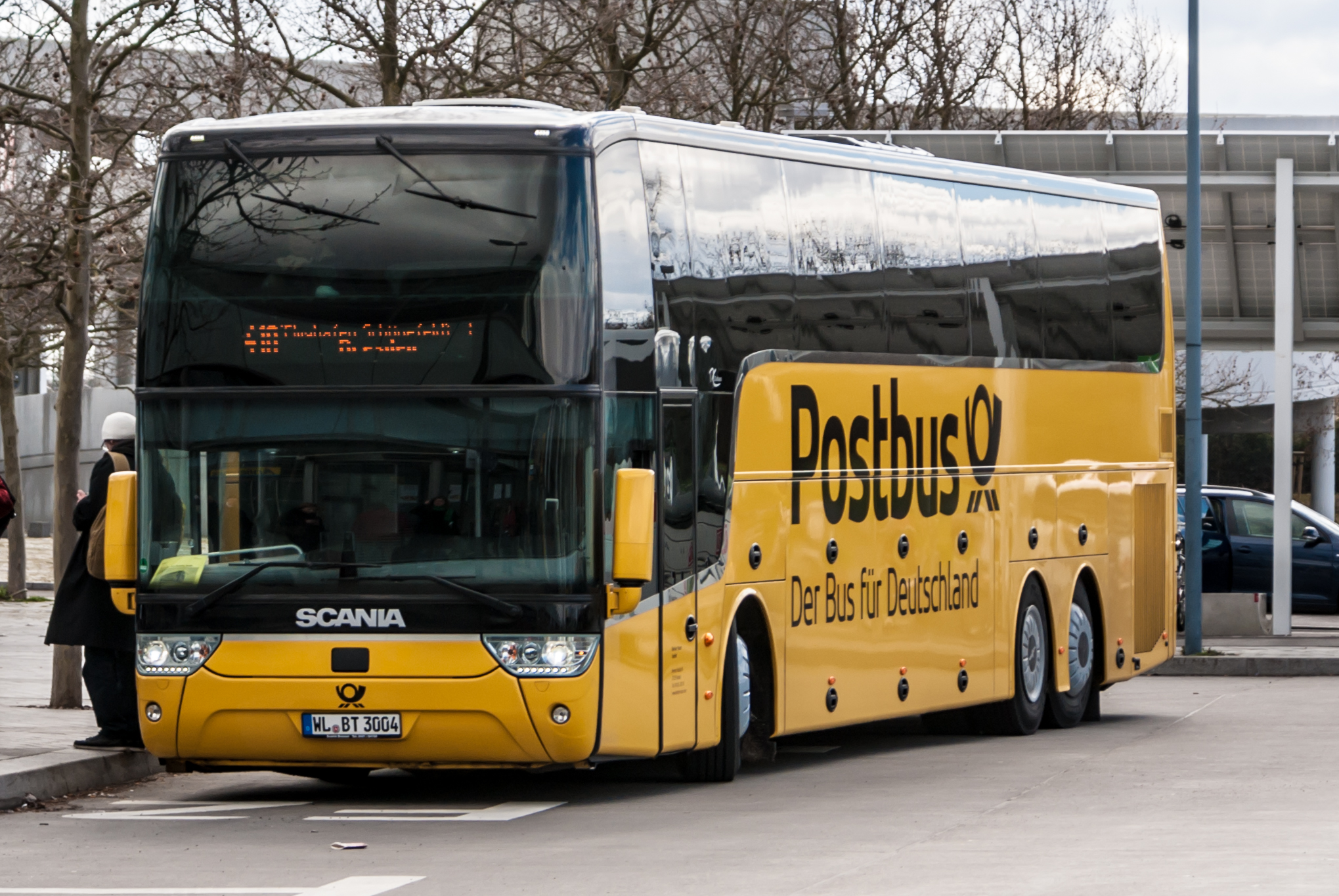
Fernreisebus als Postbus (2015)
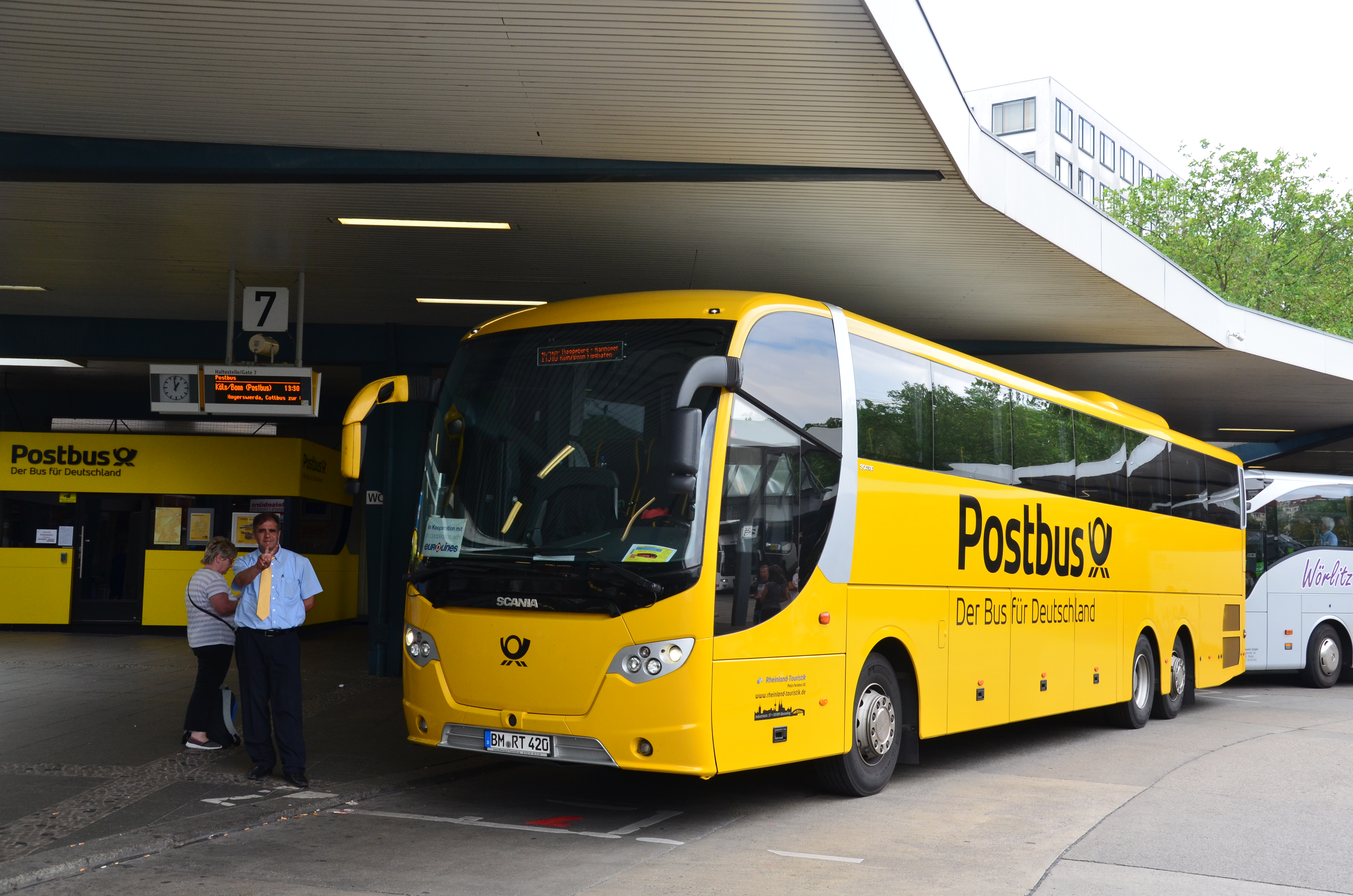
Postbus auf dem ZOB Berlin (2016)
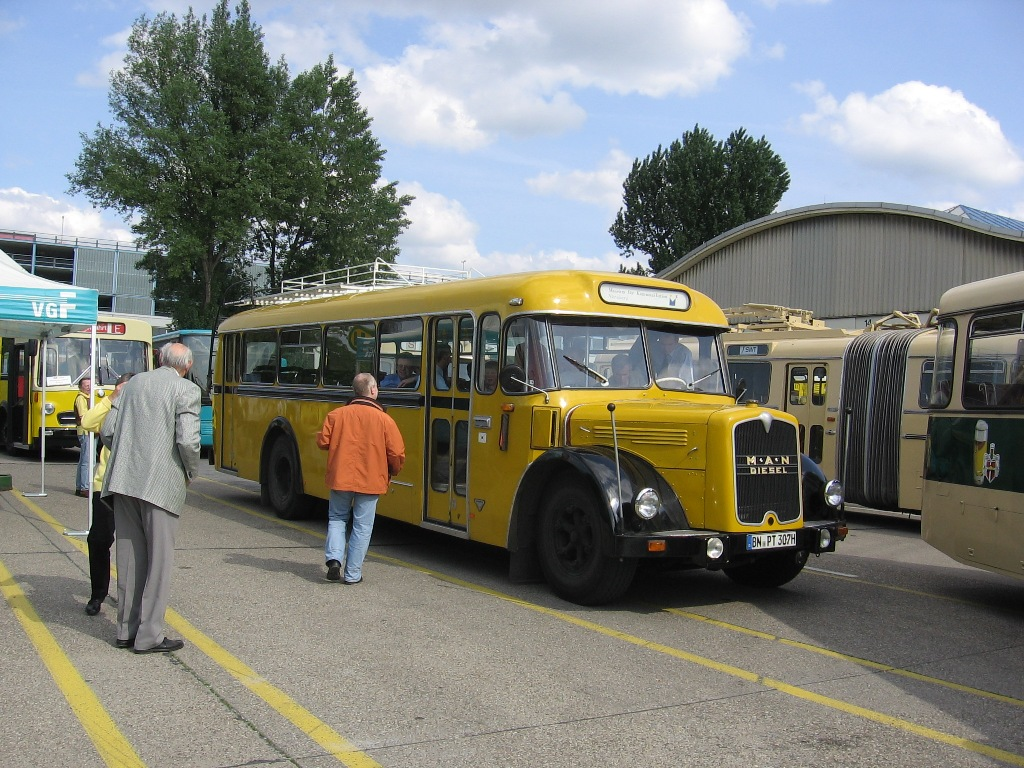
Historischer MAN-Postbus
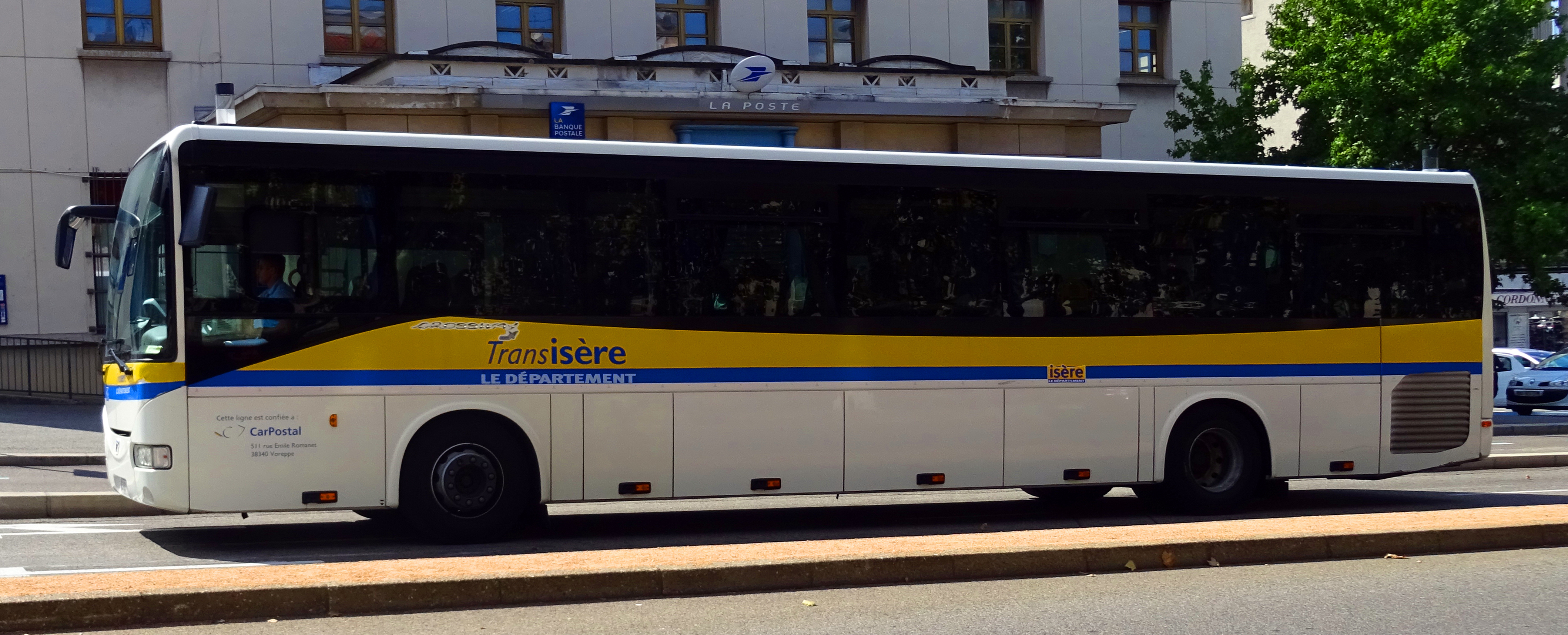
Bus der CarPostal France in Vienne

## Länderspezifika

### Europa
- Deutschland:

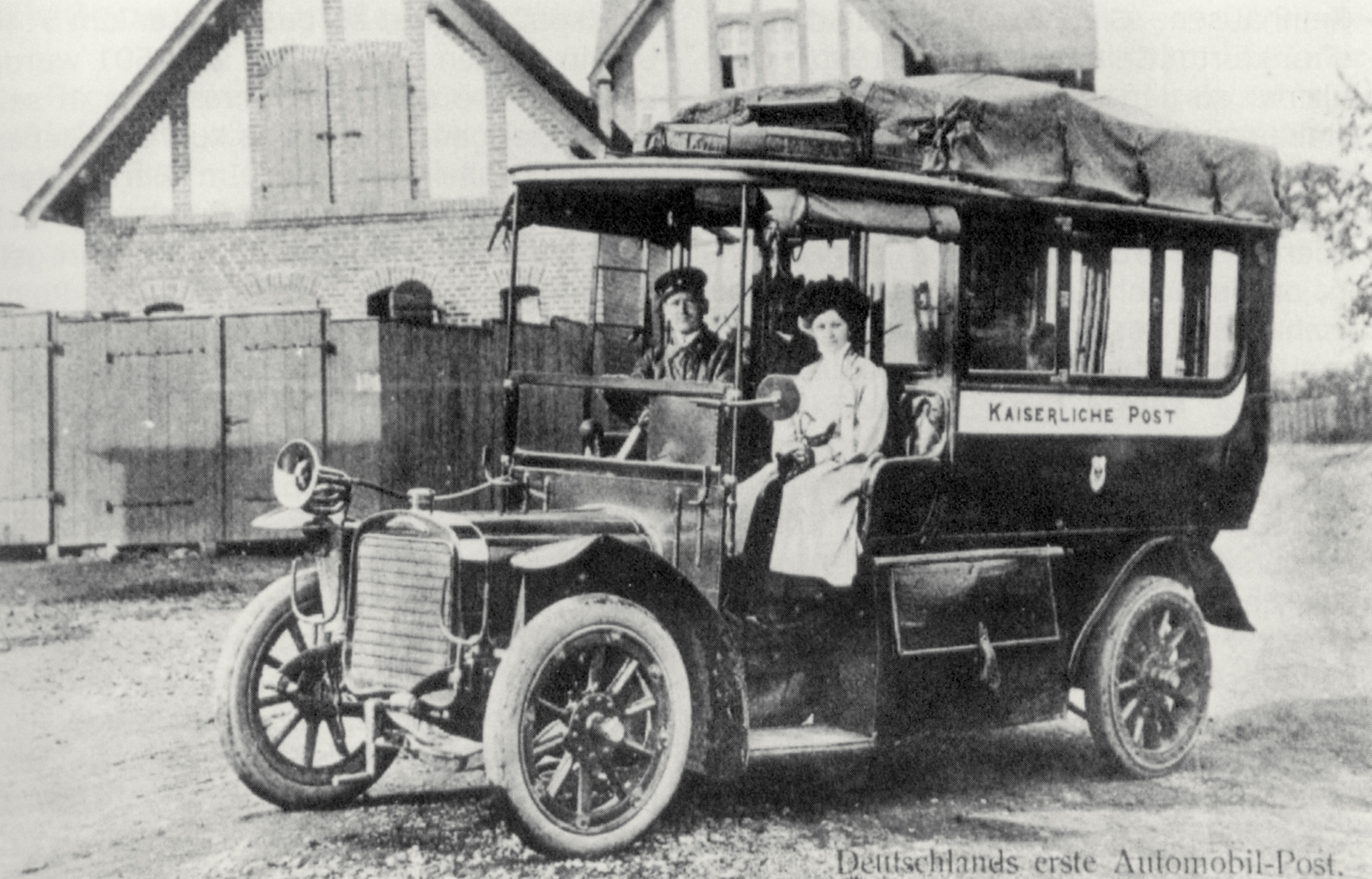
Deutschlands erster Postbus verkehrte ab 1906 zwischen Friedberg (Hessen) und Ranstadt

  - von 1905 bis 1985 siehe Kraftpost
  - von 1949 bis 1970 siehe Deutsche Post (DDR)
  - von 2013 bis 2017 siehe Deutsche Post Mobility
- Österreich: siehe Österreichische Postbus AG
- Schweiz: siehe Postauto
- Der Busverkehr in Liechtenstein wurde bis Ende 2021 im Auftrag von LIEmobil von der PostAuto Liechtenstein Anstalt, einer Tochtergesellschaft der PostAuto Schweiz AG betrieben.
- Frankreich: Die CarPostal France, eine Tochtergesellschaft der PostAuto Schweiz AG, betrieb bis Ende 2019 die Stadtverkehre einiger süd- und ostfranzösischer Kommunen.[3]
- In Großbritannien wurden zwischen 1967 (Wales) bzw. 1968 (Schottland) und 2017 zeitweise über zweihundert Postbus-Linien von der Royal Mail betrieben.[4][5][6]
- In Irland betrieb An Post von 1982 bis 2004 eine Postbus-Verbindung zwischen Ennis und Teilen von County Clare.[7]
- Italien: Die Stadtbusse der sardischen Stadt Nuoro, die ursprünglich Postgüter und Passagiere gemeinsam transportierten, werden auf Sardisch als „su postale“ bezeichnet, bzw. auf Italienisch als „postalino“.
- Schweden: Die königliche schwedische Post (Kungliga Poststyrelsen) setzte auch aus Bus und LKW kombinierte Fahrzeuge ein, die als Kombinationsbusse oder auch Skvader bezeichnet wurden.[8][9]
- Tschechien: Die ČSAD Autobusy České Budějovice a.s., eine regionale Ausgründung der aus dem tschechoslowakischen Postbusbetrieb hervorgegangenen staatlichen Kraftverkehrsgesellschaft ČSAD, ist seit 2004 eine Tochtergesellschaft der österreichischen ÖBB-Postbus GmbH.[10]

### Afrika
- Der Ethiopian Postal Service betreibt Postbus-Verbindungen in Zentralabessinien zwischen Addis Abeba, Adama und Asebe Teferi.[11][12]
- Das Angebot Poste Voyages der La Poste du Bénin bietet gemeinsamen Transport von Passagieren und Postsendungen in modernen Reisebussen.[13]
- In Sambia bietet die Zambia Postal Services Corporation sechs Postbus-Verbindungen an.[14]
- La Poste du Togo bietet Charterfahrten in posteigenen Reisebussen[15] sowie seit Januar 2010 unter der Bezeichnung „Le Courrier“ Linienverbindungen auf den Strecken Lomé–Cinkasse und Lomé–Kpalime[16].
- In Uganda werden fünf Postbuslinien von der Posta Uganda betrieben.[17][18]

### Asien
- Der von der kambodschanischen Post betriebene Shuttledienst Cambodia Post VIP Van verbindet die Hauptstadt Phnom Penh mit den verschiedenen Landesteilen.[19][20] In den Kleinbussen werden zugleich EMS-Expresssendungen transportiert.[21]

### Ozeanien
- Im Whanganui-Nationalpark im Südwesten der Nordinsel Neuseelands war der Postbus (wenigstens bis 2016) die einzige regelmäßig verkehrende Transportmöglichkeit von Whanganui nach Pipiriki.[22]